# Соцгород завода «Сибсельмаш»
Соцго́род (Соцгородок) — жилой микрорайон комплексной застройки типа соцгород в Ленинском районе Новосибирска (один из первых в левобережье). Соцгород расположен за улицей Станиславского и по улице Пархоменко (ранее Лагерной).

## Застройка

### Проектные работы
Проект Соцгорода завода «Сибкомбайн» базировался на выполненном к осени 1930 года группой архитекторов (Д. Е. Бабенков, А. В. Власов и Н. Х. Поляков) проекте «Левобережного Новосибирска». Архитекторы работали согласно установкам «Пятилетнего плана капитального строительства по социалистическому Новосибирску». Установки по операционному плану на период 1929—1930 годов были утверждены вначале в Исполнительном комитете Сибирского края, а затем в СНК РСФСР. «Левобережный Новосибирск» в те поры (1928) относился «к категории городов, в которых всё современное строительство будет в форме домов-коммун». В то время (1920—1930 годы), «Левобережный Новосибирск» виделся в виде нескольких жилых комбинатов. Один из таких проектов, проект Автостроя на 1000 жителей, был разработан в МВТУ — студентами архитектурного факультета. Вначале работой студентов руководил архитектор А. Г. Мордвинов, а затем проект дорабатывал А. Э. Зильберт.
Согласно проекту студентов МВТУ, часть жилкомбинатов предполагалось реализовать с индивидуальными квартирами, а другие — с коммунальными квартирами. Последние представляли собой пять жилых корпусов высотой в четыре этажа. Каждый из них был рассчитан на 200 человек. Половина площади в жилых корпусах отводилась под комнаты на одного человека по 9 м², «так, чтобы их легко можно было объединять в две», остальная часть — под комнаты на двух человек (14 м²) и трёх человек (21 м²). Проект также предусматривал сооружение трёх детских корпусов высотой в два этажа (детский сад на 80-120 детей; двое яслей по 40-60 мест). Жилые и детские корпуса предполагалось связать тёплыми крытыми переходами. Планировалось, кроме того, построить двухэтажное здание «корпуса обобществленного быта», в котором разместятся: зал для собраний, комнаты отдыха и для занятий, столовая, кухня, центральный вестибюль, помещения для занятий физической культурой и хозяйственные помещения.
Проект Соцгорода предполагал сооружение заводского посёлка «по типу социалистического, где не будет обслуги — все жители примут участие в его работе, управлении и обслуживании». Кварталы Соцгорода представляли собой типовые жилкомбинаты. Проекты домов Соцгорода «Сибкомбайна» были разработаны в Новосибсоцстрое, на базе существовавших немецких проектов, разработанных бригадой под руководством архитектора Эрнста Мая. В бригаду Мая входили австрийские, голландские, немецкие и швейцарские специалисты. В состав жилкомбинатов, помимо 4-этажных жилых корпусов, располагавшихся параллельно, должны входили административные здания и детские учреждения. Было оставлено и место для зелёных зон. В проекте приняла участие Магнитогорская бригада проектировщиков.
В 1931 году о «Левобережном Новосибирске» написали: «Этот город — не миф, не сказка. Он уже строится. Уже выросли 10 корпусов. В будущем году, когда будут выстроены корпуса обобществленного быта, дома-коммуны начнут заселяться теми рабочими, которые будут работать на будущем заводе комбайнов».

### Освоение
Торжественная закладка (десяти домов) Соцгорода состоялась 31 мая 1930 года. Строительство Соцгорода началось вследствие сооружения первенца пятилетки, завода «Сибкомбайн». Сооружение велось в период с 1931 года по 1933 год. В 1940 году в Соцгороде был введён в эксплуатацию дом, спроектированный в 1934 году архитектором Владимиром Тейтелем.

## Галерея

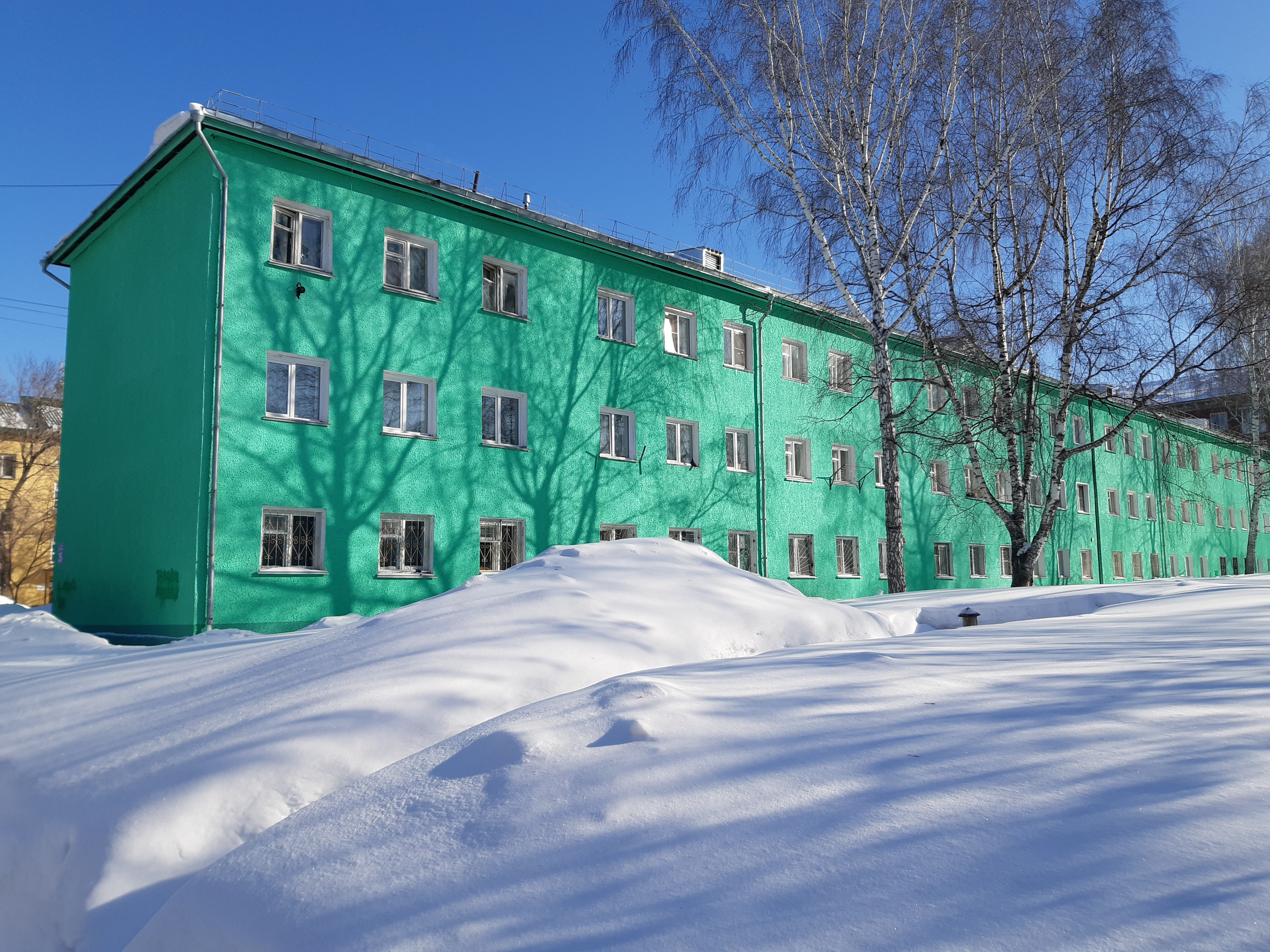
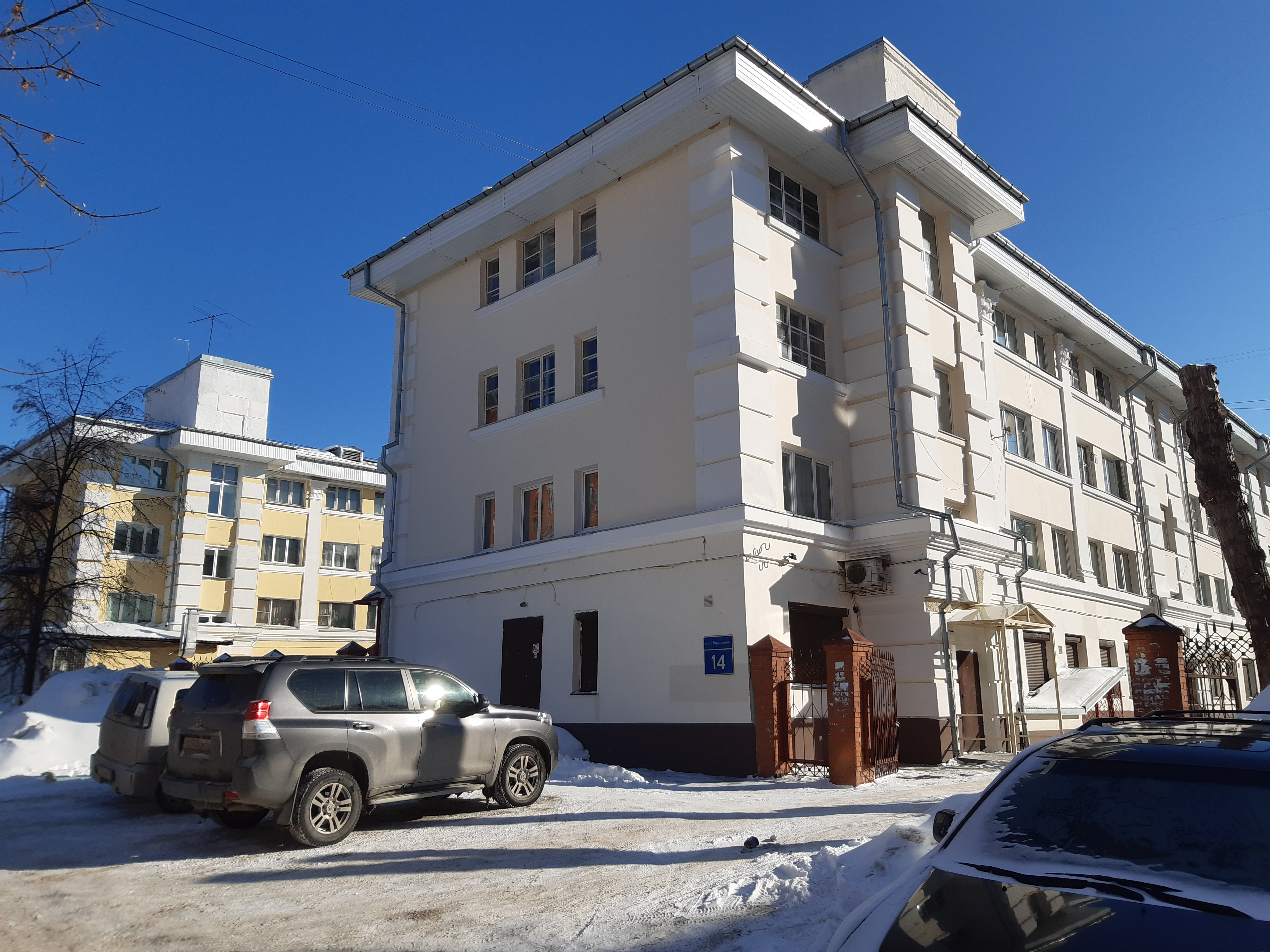
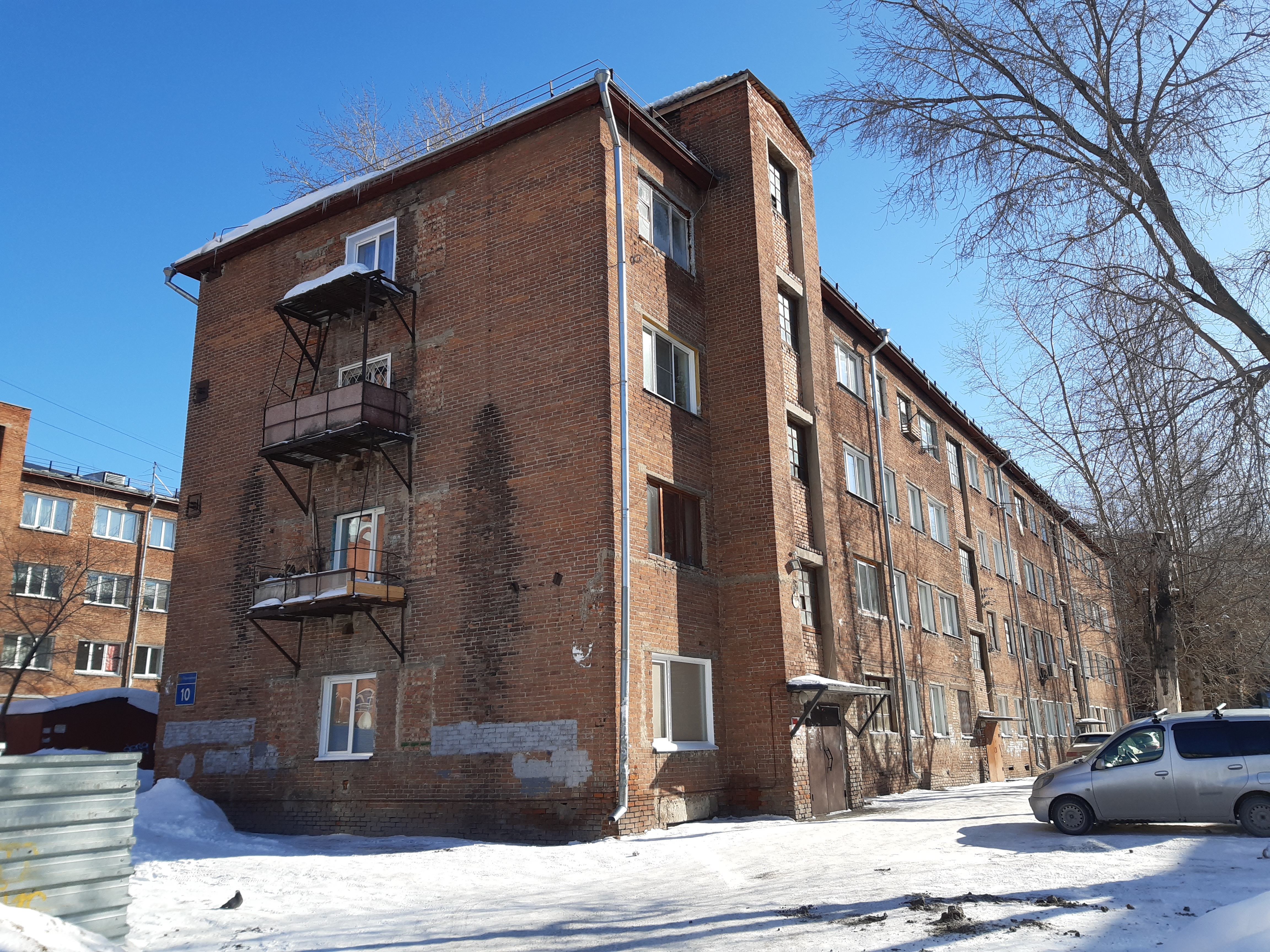
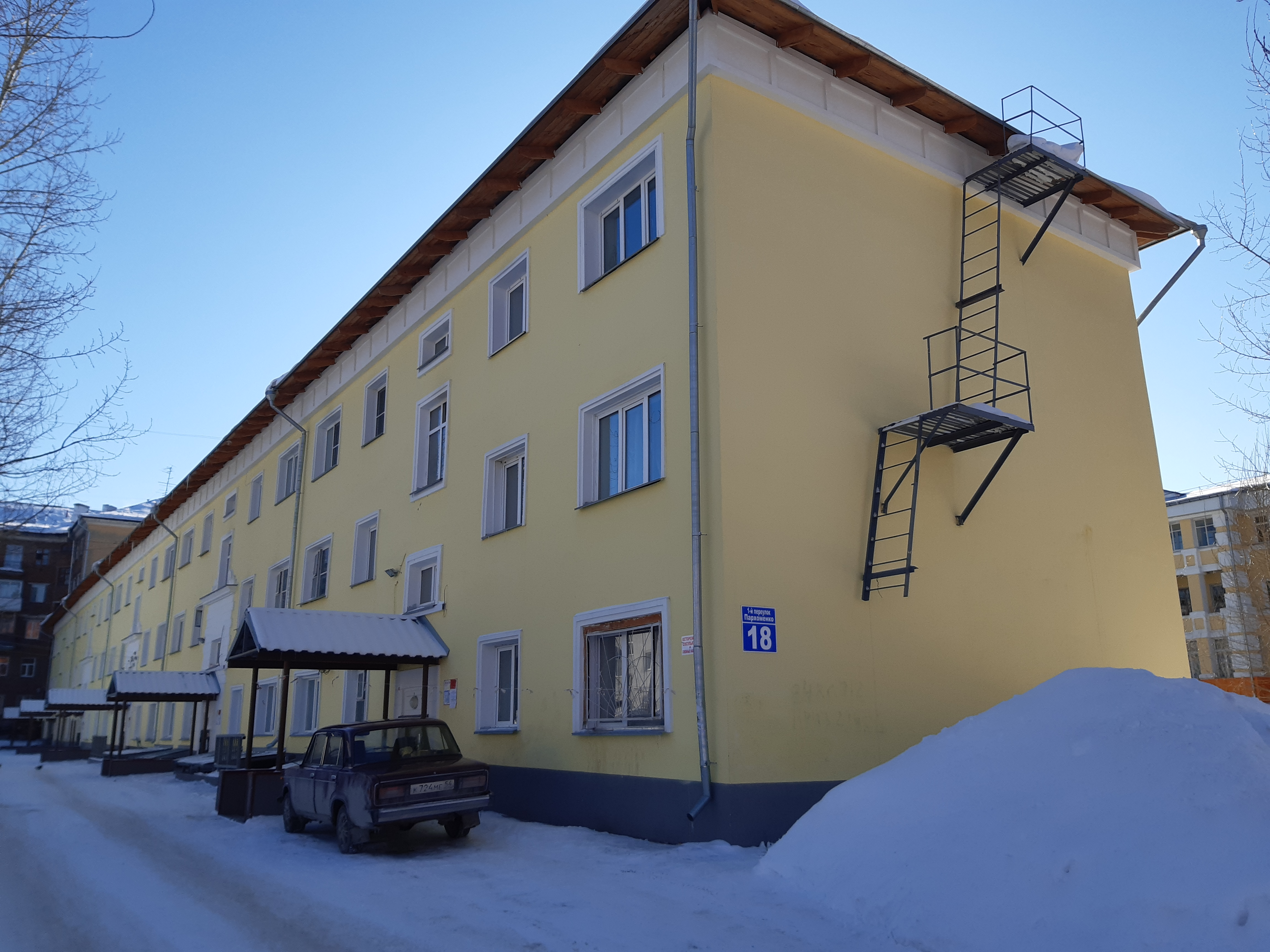